# توردسيلاس
توردسيلاس (الإسبانية:Tordesillas) هي بلدية إسبانية تقع في مقاطعة بلد الوليد بـ منطقة قشتالة وليون تقع على بُعد 25 كليو متر جنوب غرب عاصمة المقاطعة فايادوليد، وتقع على ارتفاع 704 متر (2,310 قدم)، ابتداء من 2009 بلغ عدد سكانها 9,000 نسمة، يمر من المدينة نهر دويرو الذي يعتبر من أكبر الأنهار شبه جزيرة الأيبيرية.
أيضا شهدت المدينة في أواخر القرن الخامس عشر تقسيم العالم الجديد (الأراضي المكتشفة خارج أوروبا) بين البرتغال وتاج قشتالة في معاهدة عرفت تاريخياً بـ معاهدة توردسيلاس.

## توأمة
لتوردسيلاس اتفاقيات توأمة مع كل من:
- سيتوبال
- Hagetmau [الإنجليزية]‏
- أورو براتو

## أعلام
- خوانا الأولى
- إيزابيلا من قشتالة
- ليونور تيليس دي مينيزيس
- حزقيال أنطونيو بيريز لوبيز
- ألونسو فرنانديث دي أبيليانيدا